# Transport aerian

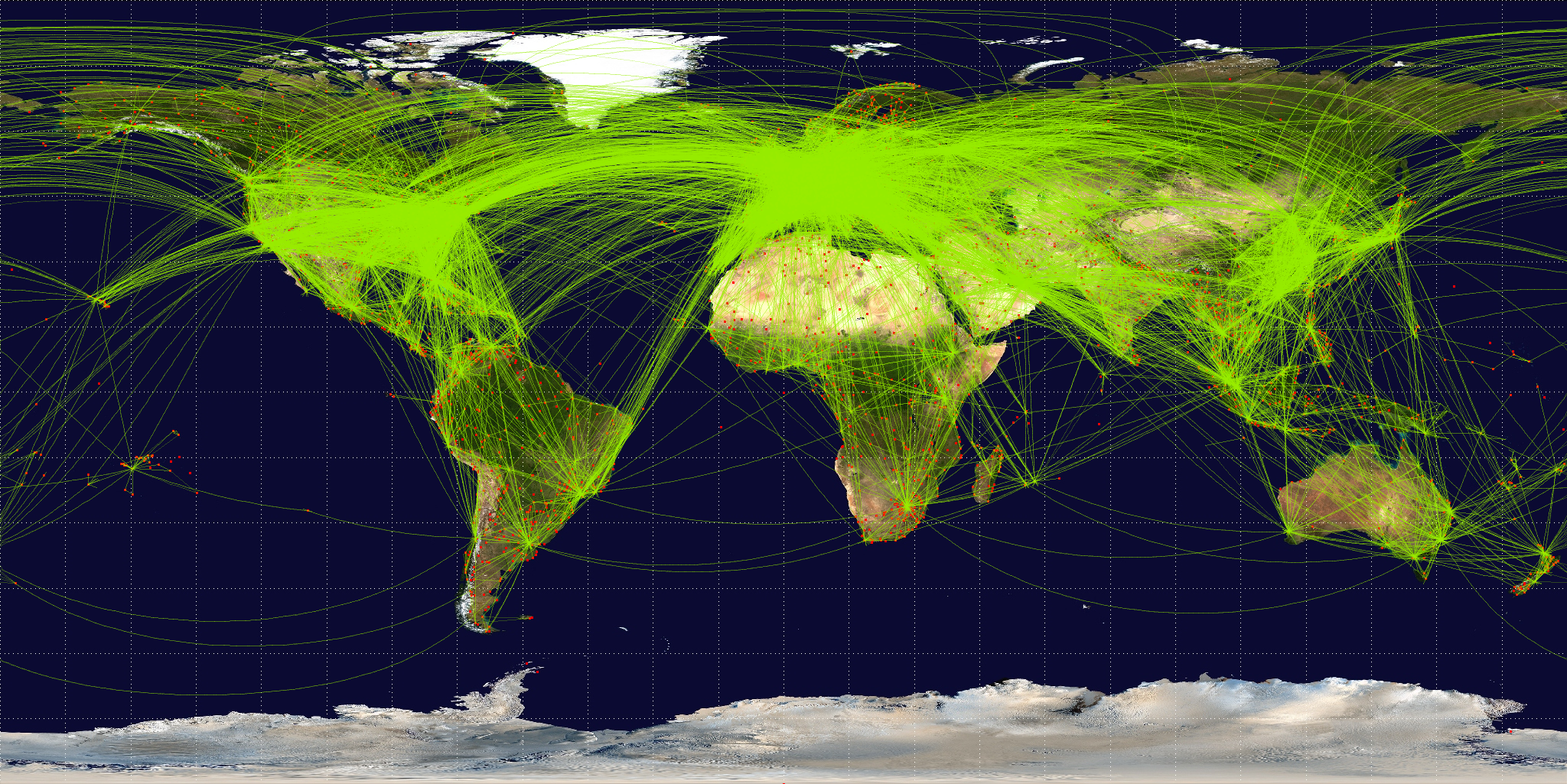
Harta curselor aeriene din lume, în iunie 2009. 54317 de curse

Transportul aerian este ramura aviației civile sau militare care se ocupă de transportul persoanelor sau al mărfurilor pe calea aerului.
Reteaua de transport aerian este alcătuită din cǎi si noduri; legǎturile dintre noduri se realizeazǎ cu ajutorul mijloacelor de transport (avioane si elicoptere).

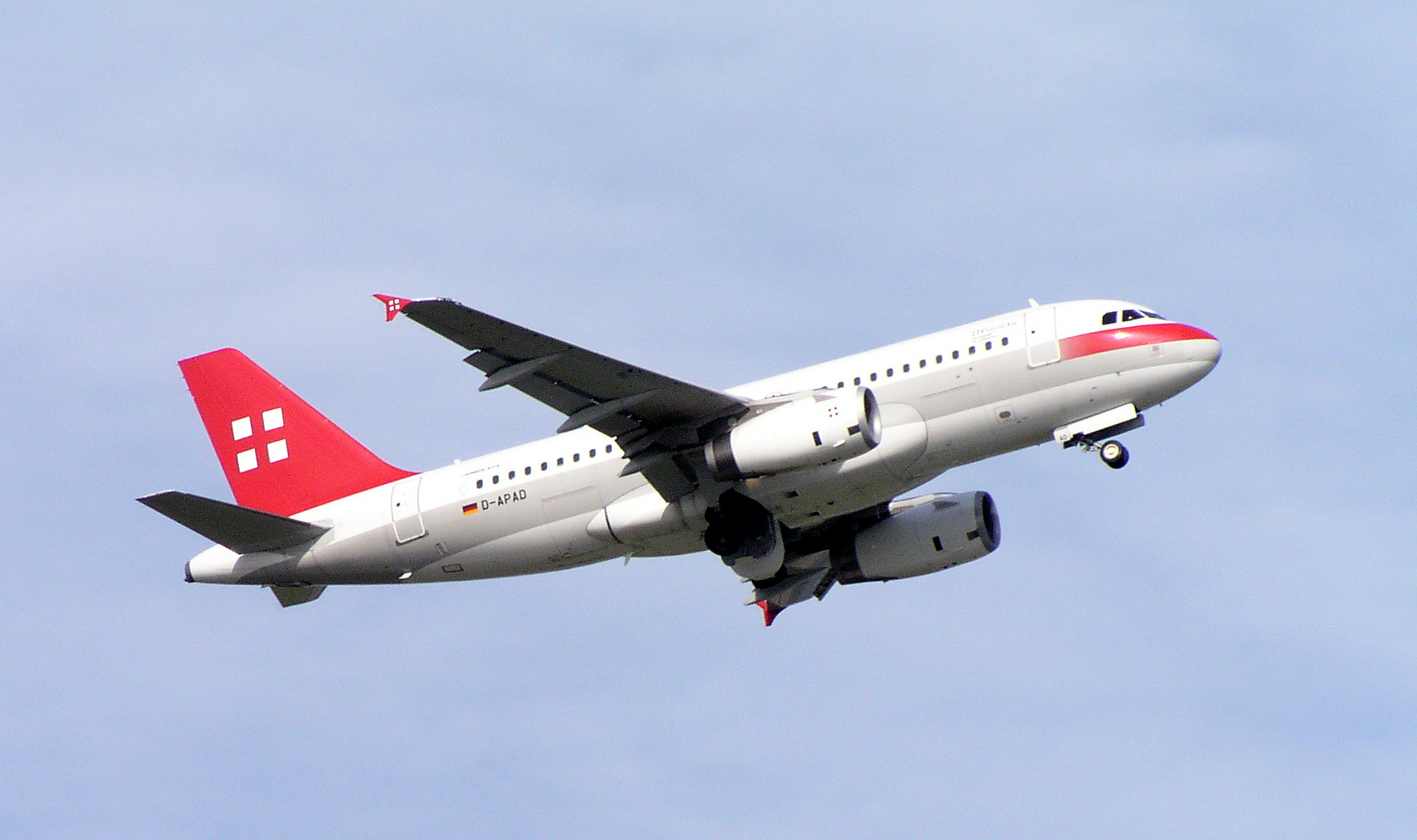
Airbus A319

La fiecare minut, în lume, 20 de tone de mărfuri își iau zborul cu avionul. Cele mai mari aeroporturi europene sunt la: Paris (Aeroportul Internațional Charles de Gaulle), Londra (Aeroportul Londra Heathrow), Moscova (Aeroportul Internațional Domodedovo), Frankfurt (Aeroportul Internațional Frankfurt), Atena (Aeroportul Internațional Atena), Roma (Aeroportul Internațional Leonardo da Vinci), Copenhaga (Aeroportul Copenhaga).
Pasagerii curselor aeriene au anumite drepturi în cazul perturbărilor de zbor. În Uniunea Europeană, de exemplu, conform Regulamentului (CE) nr. 261/2004, călătorii pot beneficia de compensații financiare în cazul anulării sau întârzierii semnificative a zborului, precum și în situații de refuz la îmbarcare. Valoarea compensației pentru zboruri întârziate sau anulate depinde de distanța zborului și de durata întârzierii, iar companiile aeriene sunt obligate să ofere asistență, mese, cazare sau alternative de transport, în funcție de circumstanțe.